# Maurice Masson
Maurice Eugène Firmin Léon Marie Joseph Masson (Hannuit, 6 juni 1895 - 12 september 1984) was een Belgisch volksvertegenwoordiger.

## Levensloop
Masson, beroepshalve notaris, werd gemeenteraadslid van Verviers.
In 1939 werd hij verkozen tot liberaal volksvertegenwoordiger voor het arrondissement Verviers. Hij vervulde dit mandaat tot in 1946.